# Córdoba Open 2021
Córdoba Open 2021 byl tenisový turnaj mužů na profesionálním okruhu ATP Tour, hraný v areálu Estadio Mario Alberto Kempes na otevřených antukových dvorcích. Probíhal mezi 20. až 28. únorem 2021 v argentinské Córdobě jako třetí ročník turnaje.
Řadil se do kategorie ATP Tour 250. Do dvouhry nastoupilo dvacet osm hráčů a ve čtyřhře startovalo šestnáct párů. Celkový rozpočet činil 393 935 eur. Nejvýše nasazeným hráčem ve dvouhře se stal devátý tenista světa, domácí Diego Schwartzman, jenž dohrál ve finále. Jako poslední přímý účastník do singlové soutěže nastoupil 125. hráč žebříčku, Slovák Jozef Kovalík.
Premiérový titul při svém debutu v hlavní soutěži turnaje na ATP Tour vybojoval domácí 19letý kvalifikant Juan Manuel Cerúndolo. Priemiérové trofeje ve čtyřhře vybojovali Brazilci Rafael Matos a Felipe Meligeni Alves.

## Rozdělení bodů
| Soutěž  | vítězové | finalisté | semifinalisté | čtvrtfinalisté | 16 v kole | 32 v kole | Q  | Q3 | Q2 | Q1 |
| ------- | -------- | --------- | ------------- | -------------- | --------- | --------- | -- | -- | -- | -- |
| dvouhra | 250      | 150       | 90            | 45             | 20        | 0         | 12 | 6  | 3  | 0  |
| čtyřhra | 250      | 150       | 90            | 45             | 0         | —         | —  | —  | —  | —  |

### Finanční odměny
| Soutěž                              | vítězové | finalisté | semifinalisté | čtvrtfinalisté | 16 v kole | 32 v kole | Q3      | Q2      | Q1      |
| ----------------------------------- | -------- | --------- | ------------- | -------------- | --------- | --------- | ------- | ------- | ------- |
| dvouhra                             | 24 110 $ | 17 810 $  | 13 350 $      | 9 125 $        | 6 235 $   | 4 450 $   | 3 360 $ | 2 280 $ | 1 260 $ |
| čtyřhra                             | 8 400 $  | 6 140 $   | 4 680 $       | 3 350 $        | 2 450 $   | —         | —       | —       | —       |
| částka ve čtyřhře je uvedena na pár |          |           |               |                |           |           |         |         |         |

## Dvouhra mužů

### Nasazení

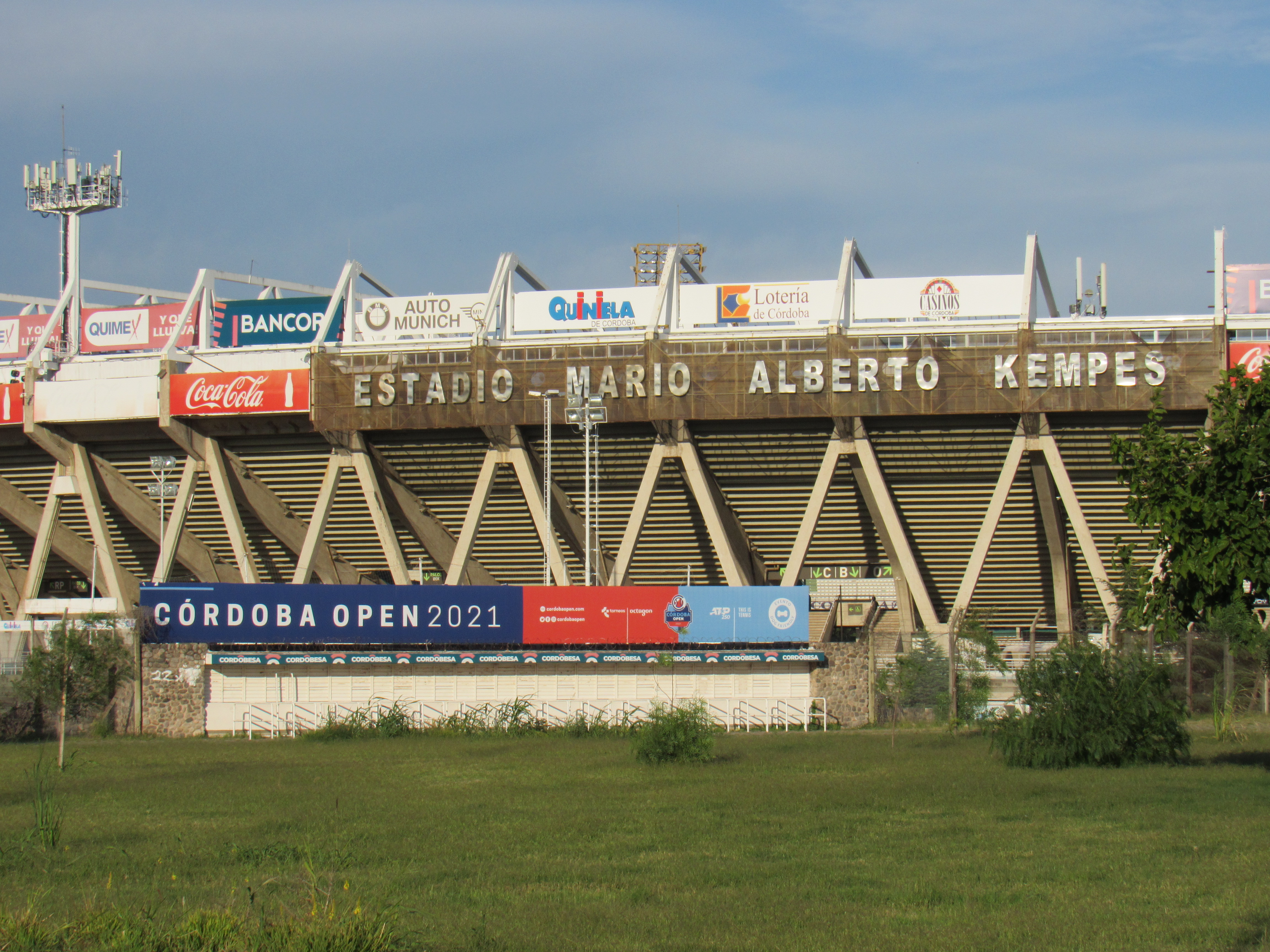
Exteriér centrálního dvorce

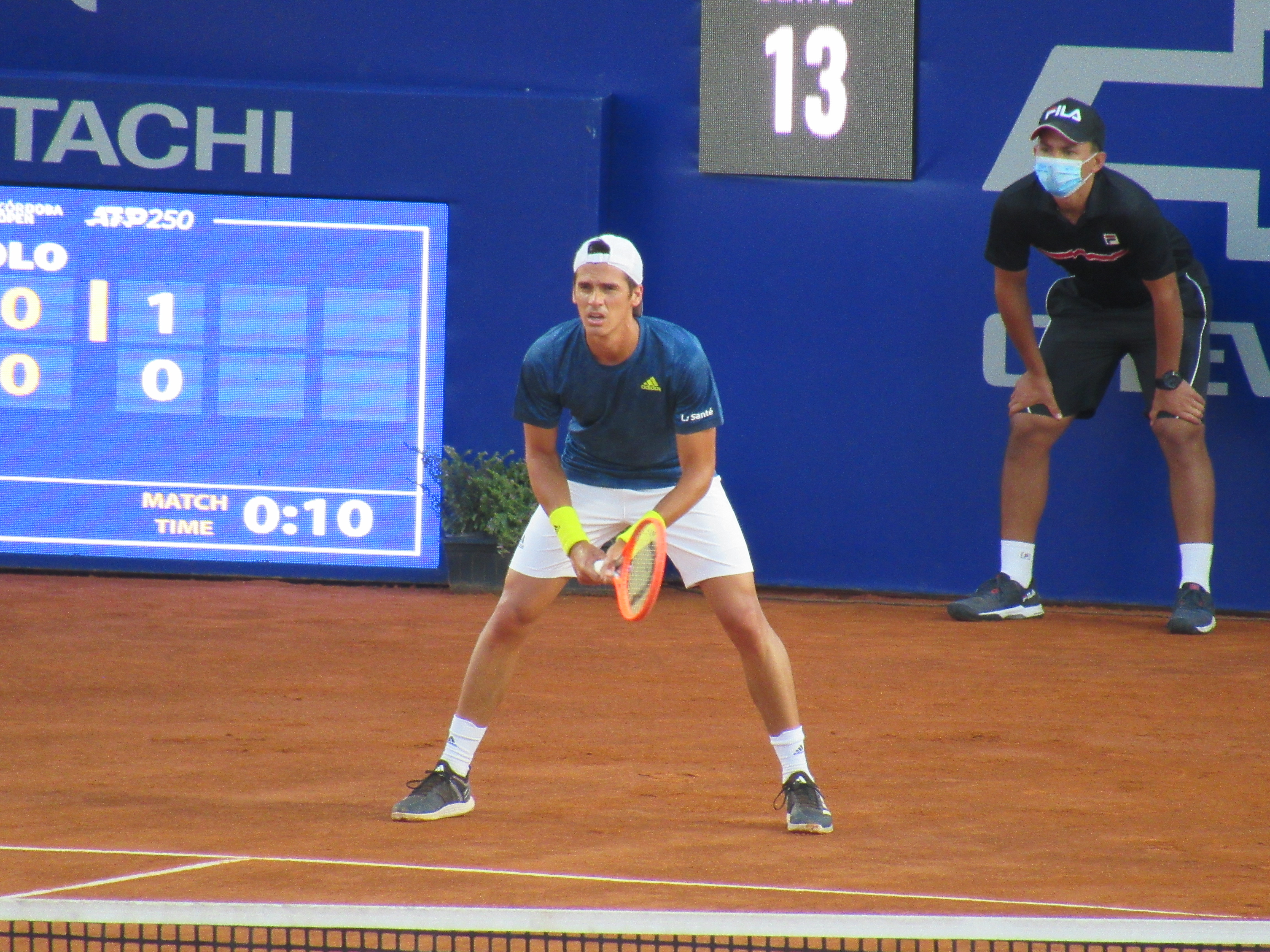
Semifinalista Federico Coria

| Stát                         | Hráč                 | ATP | Nasazení |
| ---------------------------- | -------------------- | --- | -------- |
| Argentina                    | Diego Schwartzman    | 9.  | 1.       |
| Francie                      | Benoît Paire         | 29. | 2.       |
| Srbsko                       | Miomir Kecmanović    | 41. | 3.       |
| Argentina                    | Guido Pella          | 44. | 4.       |
| Španělsko                    | Albert Ramos-Viñolas | 46. | 5        |
| Německo                      | Dominik Koepfer      | 70. | 6.       |
| Brazílie                     | Thiago Monteiro      | 74. | 7.       |
| Argentina                    | Federico Delbonis    | 80. | 8.       |
| Žebříček ATP k 8. únoru 2021 |                      |     |          |

### Jiné formy účasti
Následující hráči obdrželi divokou kartu do hlavní soutěže:
- Francisco Cerúndolo
- Nicolás Jarry
- Nicolás Kicker

Následující hráči postoupili z kvalifikace:
- Facundo Bagnis
- Marcelo Tomás Barrios Vera
- Juan Manuel Cerúndolo
- Tomás Martín Etcheverry

Následující hráč postoupil z kvalifikace jako tzv. šťastný poražený:
- João Menezes

### Odhlášení
před zahájením turnaje
- Pablo Andújar → nahradil jej  Thiago Seyboth Wild
- Salvatore Caruso → nahradil jej  Andrej Martin
- Pablo Cuevas → nahradil jej  Jozef Kovalík
- Laslo Djere → nahradil jej  Hugo Dellien
- Pedro Martínez → nahradil jej  Daniel Elahi Galán
- Guido Pella → nahradil jej  João Menezes

## Mužská čtyřhra

### Nasazení
| Stát                                                                                   | Hráč              | Stát       | Hráč              | ATP  | Nasazení |
| -------------------------------------------------------------------------------------- | ----------------- | ---------- | ----------------- | ---- | -------- |
| USA                                                                                    | Austin Krajicek   | Chorvatsko | Franko Škugor     | 71.  | 1.       |
| Brazílie                                                                               | Marcelo Demoliner | Mexiko     | Santiago González | 90.  | 2.       |
| Uruguay                                                                                | Ariel Behar       | Ekvádor    | Gonzalo Escobar   | 119. | 3.       |
| Bosna a Hercegovina                                                                    | Tomislav Brkić    | Srbsko     | Nikola Ćaćić      | 137. | 4.       |
| Žebříček ATP k 25. lednu 2021; číslo je součtem žebříčkového postavení obou členů páru |                   |            |                   |      |          |

### Jiné formy účasti
Následující páry obdržely divokou kartu do hlavní soutěže:
- Facundo Bagnis /  Máximo González
- Oliver Marach /  Agustín Velotti

### Odhlášení
před zahájením turnaje
- Marco Cecchinato /  Guido Pella → nahradili je  Thiago Monteiro /  Fernando Romboli
- Salvatore Caruso /  Máximo González → nahradili je  Federico Delbonis /  Juan Ignacio Londero
- Pablo Andújar /  Pedro Martínez → nahradili je  Federico Coria /  Hugo Dellien
- Pablo Cuevas /  Oliver Marach → nahradili je  Rafael Matos /  Felipe Meligeni Alves

## Přehled finále

### Mužská dvouhra
- Juan Manuel Cerúndolo vs.  Albert Ramos-Viñolas, 6–0, 2–6, 6–2

### Mužská čtyřhra
- Rafael Matos /  Felipe Meligeni Alves vs.  Romain Arneodo /  Benoît Paire, 6–4, 6–1